# Hypenolobosa glechoma
Hypenolobosa glechoma är en fjärilsart som beskrevs av Józef Razowski 1992. Hypenolobosa glechoma ingår i släktet Hypenolobosa och familjen vecklare. Inga underarter finns listade i Catalogue of Life.